# Galeria Echo
Galeria Echo – galeria handlowa w Kielcach na rogu ul. Świętokrzyskiej i al. Solidarności, tuż za Politechniką Świętokrzyską. Została otwarta 30 listopada 2002 roku. W latach 2009–2011 dokonano przebudowy według projektu pracowni architektonicznej Detan z Kielc, natomiast projekt elewacji i wnętrz wykonała warszawska pracownia architektoniczna Open Architekci.
W 2011 roku Galeria Echo zwyciężyła w kategorii „Best enlarged retail development” (dla najlepszego rozbudowanego obiektu handlowego) w międzynarodowym konkursie MAPIC Awards.
W Galerii Echo znajduje się około 300 sklepów i punktów usługowych. Centrum składa się z czterech poziomów (-1, 0, 1 i 2) – na najwyższym poziomie znajdują się: kręgielnia, siłownia, fitness, bawialnia dla dzieci, centrum medyczne, salony Komfort. Powierzchnia całkowita to 159 tys. m², z czego 70 tys. m² stanowi powierzchnia najmu.

## Historia

### Pierwsze lata funkcjonowania
Budowa Galerii Echo rozpoczęła się w październiku 2001 roku, miała ona zostać pierwotnie otwarta w 2003 roku, jednak z powodu szybkiej komercjalizacji galerii i podobnie szybkich prac budowlanych otwarcie nastąpiło 30 listopada 2002 roku. Na powierzchni około 58 tys. m² powstało 80 sklepów oferujących m.in. odzież, obuwie, kosmetyki, sprzęt AGD i RTV oraz prasę (Kolporter, Empik). Ulokowano także punkty gastronomiczne, fast food, kafejki, pub i zajmujące powierzchnię około 3 tysięcy m² kino, posiadające 7 sal kinowych. Początkowo jego operatorem był Kinoplex, od 2011 roku jest nim Helios.
W 2004 roku został wybudowany odkryty parking na 160 miejsc, natomiast w styczniu 2006 r. Galeria Echo została nagrodzona statuetką Lider Regionu 2005 w kategorii handel detaliczny. Do 2021 roku w galerii działał hipermarket Tesco.

### Rozbudowa
Już w 2005 r. inwestor Echo Investment zapowiedział, że planuje rozbudować centrum handlowe; wtedy też firma otrzymała decyzję o warunkach zabudowy. We wrześniu 2008 roku rozpoczęła się realizacja pierwszego etapu rozbudowy – do sierpnia 2009 roku został wybudowany siedmiopoziomowy parking o powierzchni 43 tys. m² i miejscach dla blisko 1500 samochodów.
W latach 2009–2010 została wybudowana hala sportowa, którą przejęła Politechnika Świętokrzyska. Był to element umowy spółki Echo Investment z uczelnią – w zamian firma przez trzydzieści lat będzie dzierżawić teren w sąsiedztwie Centrum Laserowych Technologii Metali na którym wcześniej wybudowano wielokondygnacyjny parking. Na początku 2010 roku część Galerii została zamknięta, dwa sklepy przeniosły swoje siedziby do tymczasowych pomieszczeń na parkingu. Zamknięto także wjazd od al. Solidarności i otworzono nowy, niedaleko Politechniki. Zmieniono również wejście do Kinoplexu, który w lutym tego samego roku przez dwa tygodnie był zamknięty z powodu remontu całego budynku.
W lutym 2010 r. zakończyła się rozbiórka części Galerii Echo, co umożliwiło rozpoczęcie budowy. W listopadzie firma posiadała podpisane umowy wynajmu na ponad 90% powierzchni. Na przełomie stycznia i lutego 2011 roku nad Galerią zamontowano szklany dach, oparty na stalowej konstrukcji, ważącej około 250 ton. W marcu rozpoczęto modernizację starej części budynku, aby dostosować jej wygląd do dobudowanej części. W maju 2011 r. otwarte zostało kino, które zmieniło swoją nazwę na Helios.
Pod koniec czerwca 2011 roku ponad 30 sklepów było gotowych do otwarcia, kolejne zostały wykończone w lipcu 2011. Również w czerwcu Ministerstwo Infrastruktury zgodziło się na zachowanie zjazdu dla samochodów osobowych z ul. Świętokrzyskiej. W lipcu 2011 roku spółka Echo Investment rozpoczęła budowę dodatkowego, trzeciego pasa na alei Solidarności od Galerii Echo do skrzyżowania z aleją 1000-lecia Państwa Polskiego.
Otwarcie nowej części Galerii nastąpiło 19 sierpnia 2011 roku.